# Алёшин, Иван Васильевич
Иван Васильевич Алёшин (15 января 1909 — 30 июля 1991) — комбайнёр Новотроицкой МТС Джамбульской области, Казахская ССР. Герой Социалистического Труда (1957).

## Биография
Родился в Никольской Слободе г. Пронска Рязанской губернии в крепкой крестьянской семье. В 1937 году семья была раскулачена и И. В. Алешин с женой и маленьким сыном был сослан на поселение в с. Ворошиловка Чуйского района Джамбульской области Казахской ССР. Сын в дороге погиб. Алешин И. В. работал комбайнером на Новотроицкой МТС.
Указом Президиума Верховного Совета СССР от 11 января 1957 года за особо выдающиеся успехи, достигнутые в работе по освоению целинных и залежных земель, и получение высокого урожая Ивану Васильевичу Алёшину было присвоено звание Героя Социалистического Труда с вручением ордена Ленина и золотой медали «Серп и Молот».
В Казахстане родились 3 дочери: Валентина, Антонина и Надежда.
В 1967 году Алешины вернулись в Рязань.
Награды
- Герой Социалистического Труда — указом Президиума Верховного Совета СССР от 11 января 1957 года
- Орден Ленина